# Osamu Umeyama
Osamu Umeyama (梅山 修 Umeyama Osamu?), född 16 augusti 1973 i Saitama prefektur, är en japansk före detta fotbollsspelare.
Umeyama började sin karriär 1992 i NKK. Efter NKK spelade han för Avispa Fukuoka, FC Tokyo, Verdy Kawasaki, Shonan Bellmare och Albirex Niigata. Han avslutade karriären 2006.